# Dzsavhlant járás
Dzsavhlant járás (mongol nyelven: Жавхлант сум) Mongólia Szelenga tartományának egyik járása. Területe 1200 km². Népessége kb. 1800 fő.
Székhelye 70 km-re fekszik Szühebátor tartományi székhelytől.